# NGC 1943
NGC 1943 est un amas ouvert associé à une nébuleuse en émission situé dans la constellation de la Table. Cet amas et cette nébuleuse sont situés dans le Grand Nuage de Magellan. NGC 1943 a été découvert par l'astronome écossais James Dunlop en 1826.

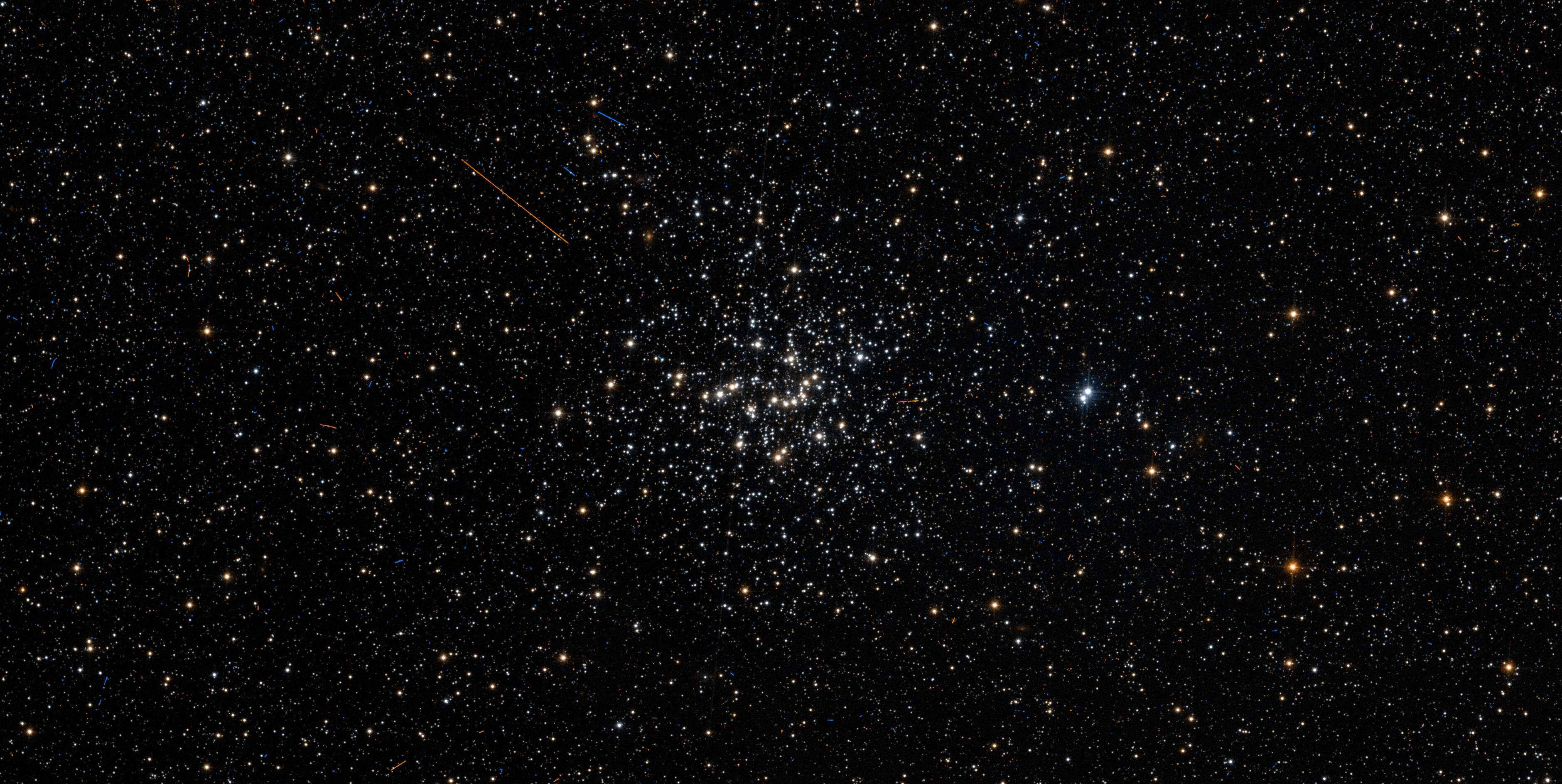
NGC 1943 par le télescope spatial Hubble.